# ميليتو ايربينو
ميليتو ايربينو (إيربينو: ميليتي) هي بلدة تقع في مقاطعة أفيلينو التابعة لمنطقة كامبانيا جنوب غرب إيطاليا.

## التاريخ
وتم العثور على بقايا بلدة ميليتو القديمة في عام 1880. وفقًا لبعض النظريات، يمكن أن تكون قرية في الضواحي تابعة Aeclanum (اكلانوم)، ولكن النظرية السائدة تشير إلى أنها كانت قرية ميليس القديمة (أو ميلاس). في Ab Urbe Condita (الكتاب الرابع والعشرون، الفصل العاشر)، وفي كتب تيتوس ليفيوس أن ميليس دمرت في عام 215 قبل الميلاد من قبل قوات كلوديوس مارسيلوس وكوينتوس فابيوس في خلال الحرب البونيقية الثانية.

## الجغرافية
وتقع البلدية في المنطقة الشمالية من مقاطعتها، بجوار مقاطعة بينيفينتو. وهي تتقاطع مع أبيس وأريانو إيربينو وبونيتو وغروتاميناردا.وهي قريه صغيرة تسمى فراتسيوني في كوزا,وفونتانا ديل بوسكو وإنكوروناتا
وتعد المدينة المدرجة في أبرشية الروم الكاثوليك في أريانو إيربينو لاسيدونيا، على بعد 5 كيلومترات من جروتاميناردا، و 9 من أريانو إيربينو، و 30 من بينيفينتو و 48 من أفيلينو.ويقع أقرب مخرج للطريق السريع في جروتاميناردا، على A16 نابولي-باري.

## المعالم السياحية الرئيسية

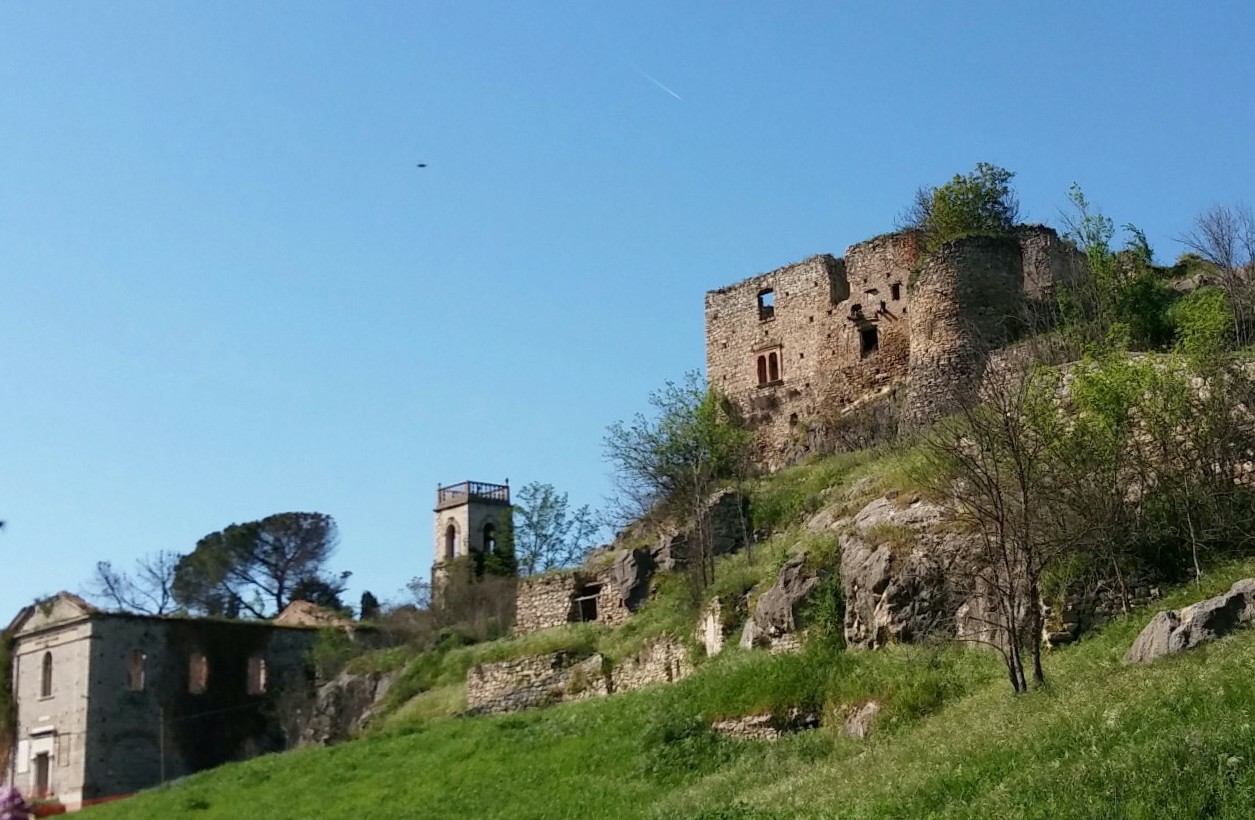
المدينة في القرون الوسطى

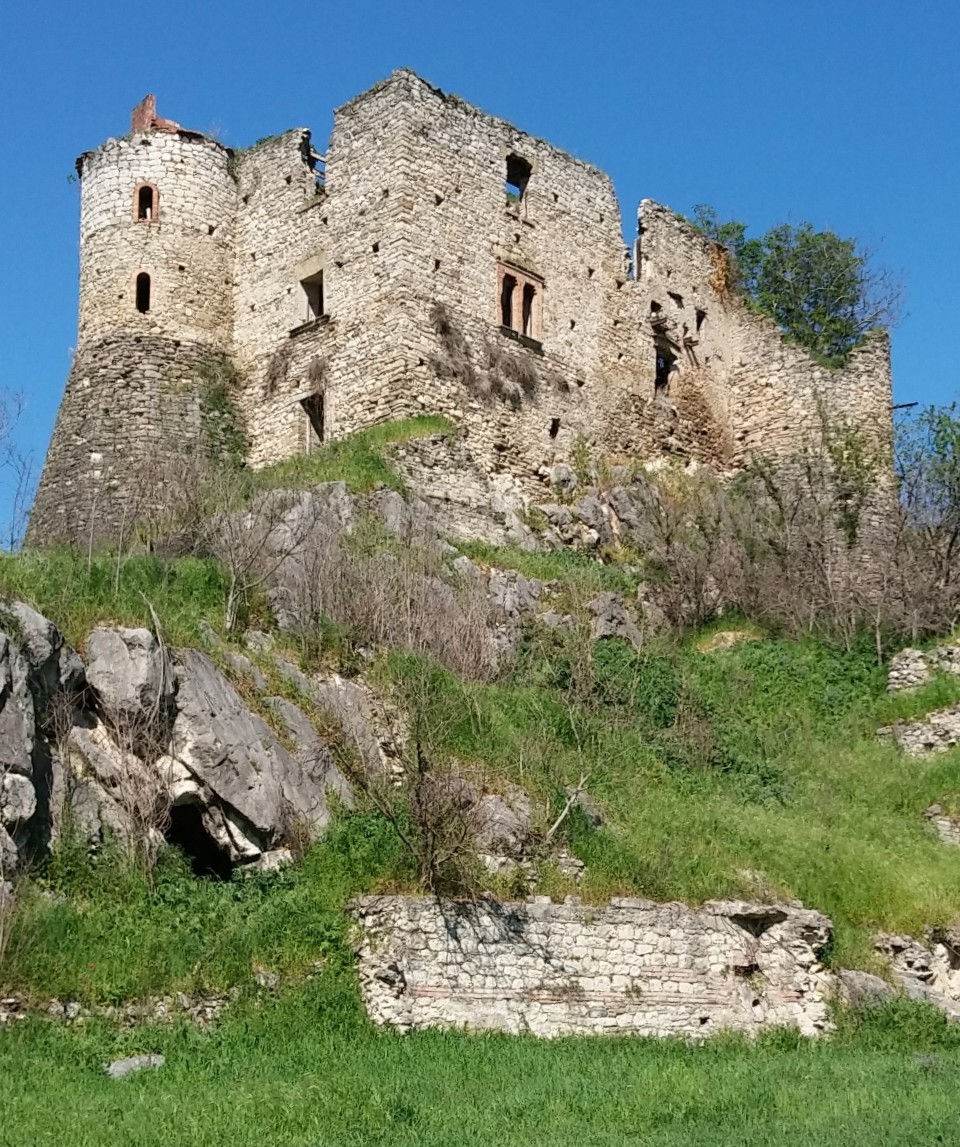
القلعة

- البلدة القديمة التي تعود للقرون الوسطى ، التي دمرها زلزال إيربينيا عام 1962 ثم هُجرت. [3] [4]
- قلعة القرون الوسطى في البلدة القديمة. [5]

## الناس
- Raffaele Minichiello [الإنجليزية] (مواليد 1949) ، أول خاطف عبر المحيط الأطلسي
- تونينو سورينتينو (مواليد 1985) ، لاعب كرة قدم

## الروابط خارجية
- الموقع الرسمي باللغة الإيطالية
- ميليتو إيربينو على موقع comuni-italiani.it باللغة الإيطالية